# 波夫恰
50°22′27″N 25°30′2″E / 50.37417°N 25.50056°E
波夫恰（烏克蘭語：Повча），是烏克蘭的村落，位於該國西北部羅夫諾州，由杜布諾區負責管轄，始建於1583年，面積2.63平方公里，海拔高度257米，2001年人口983，人口密度每平方公里272.8人。